# Bozzai
Bozzai (horvátul: Buzaj) község Vas vármegyében, a Szombathelyi járásban. 1950-ben Bozzai része lett az addig önálló Bárdos nevű község is.

## Fekvése
Szombathelytől 10 kilométerre keletre, a Gyöngyös-sík délkeleti peremén, a Kozár-Borzó patak mellett fekszik.
A határos települések: kelet felől Kenéz, dél felől Vasszécseny, délnyugat felől Tanakajd, északnyugat felől pedig Vép.
Közúton a 8443-as úton érhető el Szombathely-Vép és Ikervár felől is; Bárdos településrészre a 84 146-os, Bozzai központjába a 84 147-es út vezet.

## Nevének eredete
Neve a régi magyar Boza személynévből ered, melynek előzménye a bodza főnév.

## Története
1271-ben Bozey néven említik először. Területe már az újkőkorban is lakott volt, ezt igazolja a határában megtalált kőbalta. A falu a Bozzay család ősi fészke. Régi temploma, melyet már a 13. században is említenek a török időkben elpusztult, helye nem ismert. 1283-ban Bozoy, 1329-ben Buzey, 1345-ben Buzay, 1447-ben Bozay, 1492-ben Boza néven szerepel.
Bárdos első említése 1410-ben Bardus alakban történik. A továbbiakban 1435-ben terra Bardustelek, 1447-ben Bárdos néven említik.
Mindkét falu lakói kisnemesek voltak, földműveléssel, állattartással foglalkoztak. 1804-ben Bozzai 19 házában 118 lakos élt.
Vályi András szerint "BOZAJ. Elegyes falu Vas Vármegyében, lakosai katolikusok, fekszik Bardos, 260és Besenye faluktol nem meszsze, határja jól termő, de szoross, ’s mivel réttyeit néha a’ víz rongállya, és fája is szűken van, második Osztálybéli."
"BARDOS. Elegyes lakosú falu Vas Vármegyében, lakosai katolikusok, fekszik Kinízs folyó vize mellett, Szombathelytöl más fél mértföldnyire, birtokosa Bozay Uraság, határja szoross ugyan, de földgyei termékenyek, réttyei jók, fája szűken, legelője középszerű, mellyekhez képest második Osztálybéli."

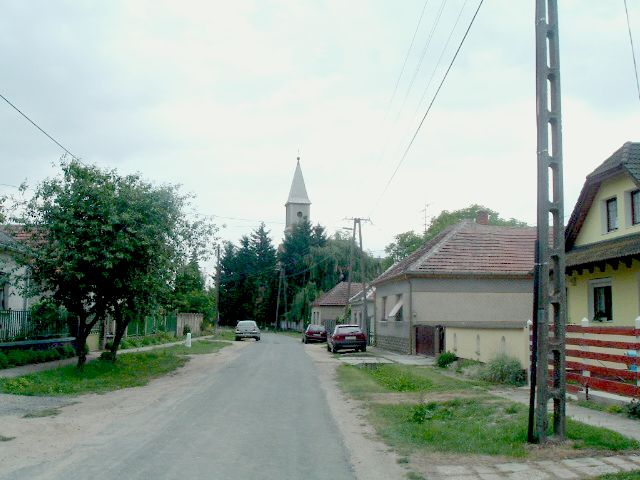
Bozzai főutcája

Fényes Elek szerint "Bozzai, magyar falu, Vas vármegyében, 218 katholikus lak. F. u. a Bozzay család s m. Ut. post. Szombathely.
" 
"Bárdos, magyar falu, Vas vármegyében, 132 kath. lak. F. u. Bárdossy, Bozzay, s m. t. Ut. p. Szombathely."
Vas vármegye monográfiája szerint "Bárdos, 29 házzal és 163 r. kath. magyar lakossal. Postája Nagy-Kajd, távírója Vép. Földesurai a Bárdosy – és Bozzay -családok voltak."
"Bozzai, kis magyar falu, 49 házzal és 266 r. kath. lakossal. Postája Peczöl, távirója Sárvár. A községnek szép faiskolája van."
1910-ben Bozzainak 314, Bárdosnak 139 magyar lakosa volt. Mindkét község Vas vármegye Szombathelyi járásához tartozott.
Bozzait és Bárdost 1950-ben egyesítették.

## Közélete

### Polgármesterei
- 1990–1994: Csizmadia Béla (független)[9]
- 1994–1998: Nagy Imre (független)[10]
- 1998–2002: Nagy Imre (független)[11]
- 2002–2004: Szép Katalin (független)[12]
- 2004–2006: Kéry Szabolcs (független)[13]
- 2006–2010: Kéry Szabolcs (független)[14]
- 2010–2014: Kéry Szabolcs (független)[15]
- 2014–2019: Csizmadia Fanni (független)[16]
- 2019–2024: Héra-Csizmadia Fanni (független)[17]
- 2024– : Héra-Csizmadia Fanni (független)[1]

A településen 2004. május 9-én időközi polgármester-választást tartottak, az előző polgármester lemondása miatt.

## Népesség
A település népességének változása:
| Lakosok száma | 309  | 320  | 324  | 308  | 293  | 291  | 301  |
|               | 2013 | 2014 | 2015 | 2021 | 2022 | 2023 | 2024 |

A 2011-es népszámlálás során a lakosok 92,8%-a magyarnak, 1,3% németnek, 0,9% cigánynak, 0,6% románnak mondta magát (7,2% nem nyilatkozott; a kettős identitások miatt a végösszeg nagyobb lehet 100%-nál). A vallási megoszlás a következő volt: római katolikus 68,7%, református 3,4%, evangélikus 0,3%, felekezet nélküli 6,3% (19,4% nem nyilatkozott).
2022-ben a lakosság 90,1%-a vallotta magát magyarnak, 0,7% cigánynak, 0,3% németnek, 1,7% egyéb, nem hazai nemzetiségűnek (9,9% nem nyilatkozott; a kettős identitások miatt a végösszeg nagyobb lehet 100%-nál). Vallásuk szerint 53,6% volt római katolikus, 2% református, 0,3% evangélikus, 0,3% görög katolikus, 0,7% egyéb katolikus, 8,5% felekezeten kívüli (34,5% nem válaszolt).

## Nevezetességei
A szeplőtelen fogantatás tiszteletére szentelt római katolikus temploma.

## Híres emberek
Itt született 1809-ben Fábián Ambrus egyházi történetíró
és 1947-ben Halmosi Zoltán válogatott labdarúgó.